# بورلاند
شركة بورلاند للبرمجيات (بالإنجليزية: Borland Software Corporation)‏ هي شركة أمريكية تختص في تطوير برامج برمجة الحاسوب أسست عام 1983 بواسطة نيلز جنسن، وأولا هينركسن و موجنز غلاد وفيليب خان. اشتهرت بورلاند بتطويرها بيئات التطوير المتكاملة وأدوات التطوير الأخرى؛ بما في ذلك بولاند ديفولبر ستديو (ديلفي® وسي++ بلدر® وسي# بلدر®) وجي بلدر®، الحائز على جوائز في مجال التطوير.
في عام 2009 استحوذت شركة Micro Focus على بورلاند بشكل كامل.

## وصلات خارجية
- موقع شركة بورلاند
- قصة بورلاند